# Yacht Club Ancón
El Yacht Club Ancón es un club náutico ubicado en el Distrito de Ancón, Departamento de Lima (Perú). Fue fundado el 1 de marzo de 1950, destinado a la práctica y fomento de los deportes acuáticos, en general, con el objetivo principal de que sus asociados puedan utilizar la reserva voluntaria de la Marina de Guerra y Mercante del Perú.

## Infraestructura
Su misión es desarrollar y sostener actividades que promuevan los deportes y disciplinas náuticas y organizar actividades sociales que fomenten la unión familiar y promuevan la integración entre sus miembros.
Además de contar con muelle propio, sus instalaciones de Ancón cuentan en el edificio principal con Comedor restaurante, bar, sauna, gimnasio, peluquería, cancha de squash y cancha de tenis.

## Deportistas
Entre sus deportistas destaca Sinclair Jones, que fue campeón del mundo de la clase Optimist en 2009.